# Ladislas Ier de Pologne
Pour les articles homonymes, voir Ladislas Ier.
Ladislas le Bref ou Ladislas Petite-Coudée (en polonais Władysław I Łokietek), né vers 1261 et mort le 2 mars 1333, est un duc de la dynastie Piast dont les efforts de trente ans aboutirent à la réunification des provinces polonaises et la restauration de l'État polonais. Couronné roi de Pologne en janvier 1320, il ne réussit cependant pas à rassembler l'ensemble des territoires polonais. La Silésie restait divisée en principautés dont les souverains Piast avaient en majorité fait allégeance au roi de Bohême, la Poméranie avait été conquise par les chevaliers Teutoniques et la Mazovie avait conservé sa souveraineté.

## Biographie

### Un pays morcelé
Jusqu’au début du XIIe siècle, le royaume de Pologne s’affirmait comme un État de plus en plus puissant sous l’autorité centralisée de la dynastie des Piast. En 1138, suivant la dernière volonté du roi Boleslas III, qui voulait éviter à ses enfants les guerres fratricides qu'il avait connues lui-même, le pays est divisé entre ses quatre fils, chacun recevant un duché héréditaire. L'autorité suprême revient à l'aîné de la maison Piast qui porte le titre de Princeps Senior et siège à Cracovie. Ce fut le début d'une période de près de deux cent ans de division du Royaume.
Piast par son père et sa mère, Ladislas n’a que sept ans lorsque son père Casimir Ier, duc de Cujavie, décède en 1267. En tant que son troisième fils, il devient alors duc de Brześć Kujawski et de Dobrzyń nad Wisłą où il partage le pouvoir avec ses deux frères cadets, Casimir II de Łęczyca et Siemowit de Dobrzyń. Trop jeunes pour gouverner, c’est leur mère, Euphrosyne d'Opole, qui assure la régence. Mineur, Ladislas reste sous l’autorité de sa mère et séjourne régulièrement à Cracovie, à la cour de Boleslas V le Pudique, avec lequel s’est lié son frère aîné Lech II le Noir. Boleslas V n'a pas de descendance et c'est bien Lech qui doit lui succéder.
En 1275, Ladislas est affranchi de la tutelle de sa mère et prend le titre ducal de son père.

### La mort deLechIIle Noir
Lorsque Lech II le Noir, devenu duc de Cracovie, décède à son tour le 30 septembre 1288 sans laisser d’héritier, il laisse son duché héréditaire de Sieradz à ses frères. Ladislas lui donc succède à Sieradz, alors que le trône de Cracovie est disputé par les aînés de la maison Piast : Boleslas II, duc de Mazovie, et Henri IV dit le Juste, duc de Wrocław.
Dans la guerre pour le trône de Cracovie, Ladislas soutient Boleslas de Mazovie contre Henri. Ce dernier est appuyé par la bourgeoisie allemande, alors que la majorité de la noblesse polonaise soutient Boleslas. Le 26 février 1289, Boleslas, Ladislas et son jeune frère Casimir infligent une lourde défaite aux alliés d’Henri (Henri III de Głogów, Przemko de Ścinawa et Bolko Ier d'Opole) à la bataille de Siewierz.

### Tentative de s’emparer de la Petite-Pologne et défaite face àVenceslasII
Malgré cette victoire, Boleslas de Mazovie renonce au trône et abandonne à Ladislas le Bref tous ses droits sur la Petite-Pologne. Ladislas s’empare du duché de Sandomierz, mais ne réussit pas à garder le château du Wawel et doit s’enfuir de Cracovie, laissant la ville à Henri IV.
Ayant perdu le trône de Cracovie, Władysław s’efforce, dès la fin 1289, de renforcer sa position à Sandomierz. Ainsi, il marie sa nièce au roi de Hongrie André III.
Le 23 juin 1290, peu de temps avant de mourir, Henri IV rédige un testament par lequel il fait de Przemysł II, duc de Grande-Pologne, son successeur à Cracovie. Impopulaire, en 1291, Przemysł abandonne la Petite-Pologne ainsi que le duché de Sandomierz dont Ladislas le Bref s’était emparé à Venceslas II soutenu par les notables de Cracovie.
Cependant, Ladislas ne se résigne pas à laisser Venceslas gouverner la Petite-Pologne. En 1292, l’armée tchèque, renforcée par des détachements envoyés par les ducs de Silésie et le margrave de Brandebourg, chasse Ladislas de Sandomierz. Il se réfugie à Sieradz où il subit un siège en septembre 1292. La place forte ne résiste pas très longtemps. Ladislas et son frère Casimir se retrouvent prisonniers de Venceslas. Le 9 octobre 1292, ils sont contraints de rendre un hommage de vassalité à Venceslas et de signer un accord en vertu duquel ils renoncent à revendiquer la Petite-Pologne. En échange, ils peuvent rester en Cujavie.

### Alliance avecPrzemysłII
Pour essayer de contrer le roi de Bohême, Przemysł II et Ladislas, qui jusque-là étaient concurrents, se rencontrent en janvier 1293 à Kalisz, dans le but de mettre au point une stratégie commune pour se débarrasser de Venceslas II. Le 6 janvier 1293, à l’initiative de l’archevêque de Gniezno, Jakub Świnka, Władysław et son frère Kazimierz concluent un accord avec Przemysł. En échange de leur soutien, Przemysł, qui n’a pas de fils, fait de Ladislas le Bref son héritier en Grande-Pologne, en Petite-Pologne et en Poméranie orientale. Cet accord est scellé par le mariage entre Ladislas le Bref et Jadwiga, la fille de Boleslas le Pieux, l’oncle de Przemysł.
Le plan mis au point à Kalisz doit déjà être revu l’année suivante lorsque Casimir est tué par les Lituaniens. Casimir n’étant pas marié et n’ayant pas d’enfant, c’est son frère Ladislas le Bref qui hérite de son duché de Łęczyca.
Le 26 juin 1295, Jakub Świnka couronne Przemysł II roi de Pologne à Gniezno, sans attendre l’accord du pape et du Saint-Empire. Quelques mois plus tard, le 8 février 1296, Przemysł II est enlevé et assassiné par des sbires à la solde du margrave Valdemar de Brandebourg.

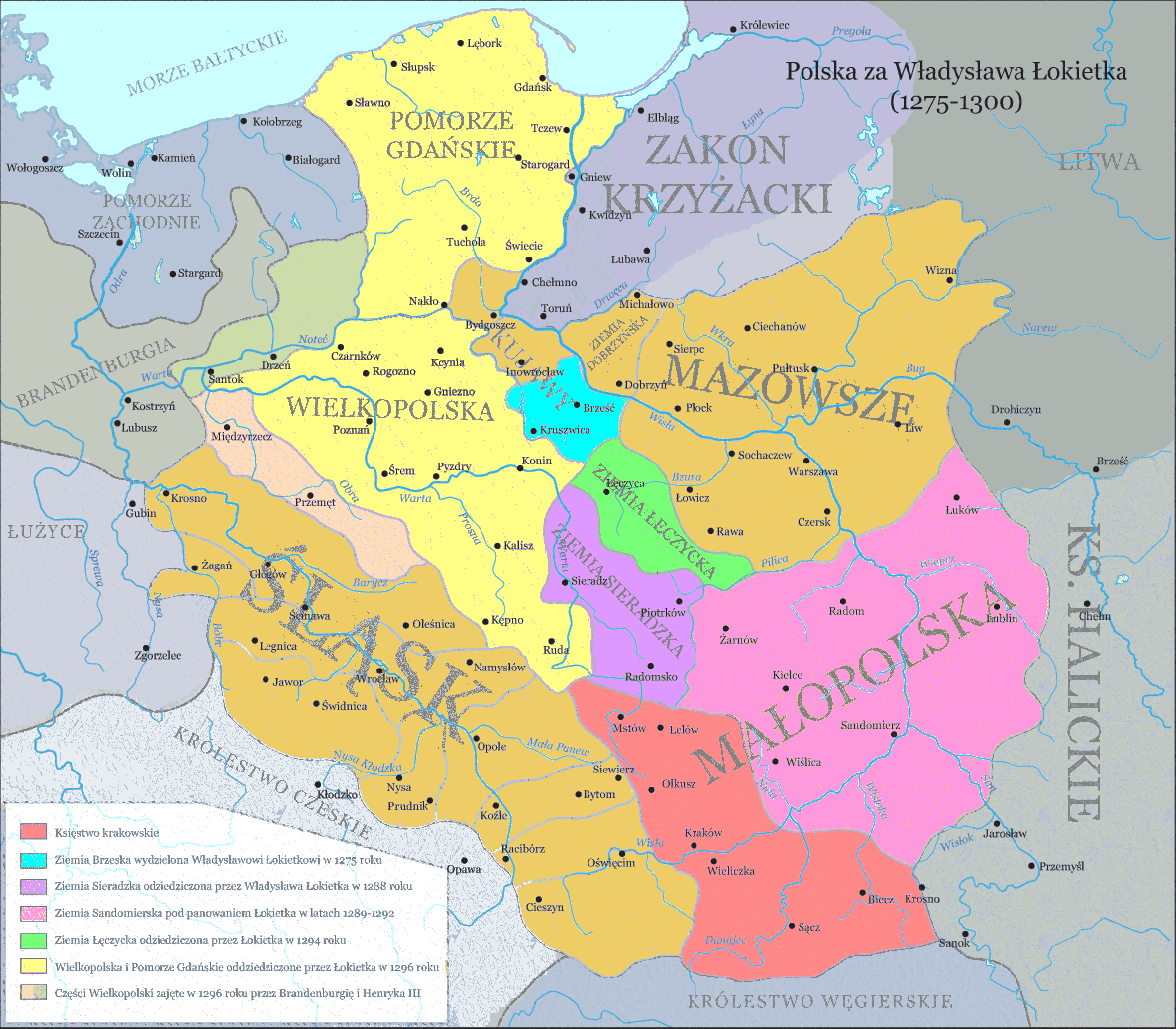
Pologne 1275-1300 Śląsk - Silésie, Wielkopolska - Grande-Pologne, Malopolska - Petite-Pologne, Mazowsze -Mazovie, Zakon Krzyzacki - Ordre Teutonique

### Duc de Grande-Pologne et de Poméranie
Lorsque Ladislas, soutenu par la noblesse, succède à Przemysł en Grande-Pologne et en Poméranie, Henri III de Głogów fait valoir ses droits sur le trône de Cracovie qui lui avait aussi été promis par Przemysł en 1290.
Les deux parties trouvent un accord le 10 mars 1296, grâce notamment à l'intervention de l'évêque de Poznań Jan Gerbicz. Henri III de Głogów reçoit toute la région au sud de l’Obra. De plus, Ladislas le Bref adopte Henri IV le Fidèle, le fils d’Henri III de Głogów, à qui il promet d’offrir, lorsque celui atteindra l’âge de sa majorité, le duché de Poznań. Et si Ladislas décède sans descendance, Henri IV le Fidèle héritera de toute la Grande-Pologne.
Ladislas a beaucoup de difficultés à imposer son autorité en Grande-Pologne. Le brigandage est généralisé. Le camp des opposants à Ladislas est de plus en plus puissant, avec à sa tête le nouvel évêque de Poznań Andrzej Zaremba. L’archevêque de Gniezno Jakub Świnka, qui constate l’incapacité de Ladislas à gouverner efficacement, prend ses distances.
En juin 1298, à Kościan, Henri III de Głogów conclut un accord avec Andrzej Zaremba. En échange d’un soutien pour s’emparer de la Grande-Pologne, de la Poméranie orientale et de la couronne de Pologne, Henri promet d’élargir les privilèges de l’Église et d’offrir le poste de chancelier du royaume à une personne du camp des opposants à Ladislas le Bref.

### L’exil
Venceslas II, devenu roi de Bohême en 1297, a aussi l’ambition de devenir roi de Pologne. Pour cela, il doit éliminer Władysław, son adversaire le plus redoutable. En 1299, Ladislas le Bref doit de nouveau rendre un hommage de vassalité à Venceslas. En juillet 1300, sous le prétexte que Ladislas ne remplit pas ses devoirs de vassal, Venceslas II organise une expédition punitive. Ladislas réussit à s’enfuir et à quitter le pays alors que sa femme et ses enfants se cachent à Radziejów.

### Le retour

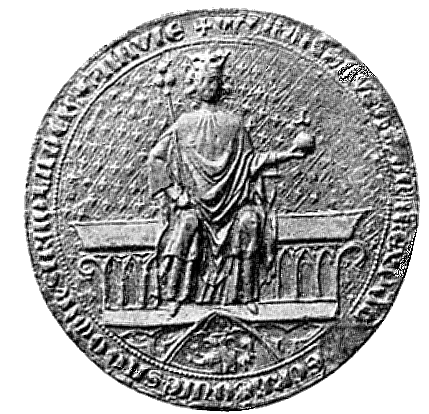
Sceau de Ladislas le Bref, roi de Pologne, 1320

En 1304, Ladislas le Bref, disposant du soutien du Saint-Empire et de la Hongrie, revient d’exil et s’empare de Wiślica et de Lelów. Ce retour triomphal aurait sans doute été de courte durée s’il n’y avait eu le décès de Venceslas II le 21 juin 1305. Continuant sur sa lancée, Ladislas s’empare avant la fin de l’année des duchés de Sandomierz, Sieradz, Łęczyca et Brześć Kujawski. Ladislas bénéficie une nouvelle fois de circonstances favorables lorsque Venceslas III, en route vers la Pologne à la tête d’une armée pour revendiquer la couronne, est assassiné à Olomouc le 4 août 1306. Sa mort, suivie d’une guerre civile en Bohême, laisse les mains libres à Ladislas. Ayant rallié à lui la majorité des chevaliers de Petite-Pologne, Ladislas fait plier les patriciens de Cracovie et l'évêque de Cracovie Jan Muskata, en accordant de nouveaux privilèges à la ville et à son évêque.
Devenu duc de Cracovie, Ladislas Ier s’installe au Wawel le 1er septembre 1306. Ses deux priorités sont de reprendre le contrôle de la Grande-Pologne et de la Poméranie. En Grande-Pologne, il ne réussit qu’à s’emparer de villes frontalières avec la Cujavie : Konin, Koło et Nakło. Le reste de la Grande-Pologne est envahi par Henri III de Głogów (à l’exception de la région de Wieluń dont Bolko Ier d'Opole a pris le contrôle). Fin 1306, à proximité de Tczew, Ladislas le Bref affronte l’armée du Brandebourg et s’empare de la Poméranie orientale qu’il confie à des gouverneurs.

### Conquête de la Poméranie de Gdańsk par les Teutoniques
En Poméranie, la bourgeoisie allemande de Tczew et de Gdańsk lorgne vers les margraves de Brandebourg alors que la noblesse polonaise reste loyale à Władysław le Bref. En août 1308, le Brandebourg, à l’appel de la bourgeoisie, envahit la Poméranie et assiège Gdańsk. Les Chevaliers Teutoniques sont appelés à l’aide par les Polonais. Mais après avoir rejeté le Brandebourg, l’Ordre Teutonique entend bien conserver la région pour l'intégrer à son État monastique. Le 13 octobre 1308, les Teutoniques s’emparent de Gdańsk, massacrent les habitants polonais et conservent la ville. Ladislas ne contrôle plus que la partie méridionale de la Poméranie.
En février 1309, les Teutoniques s’emparent de Tczew. En avril, ils demandent aux Polonais de leur payer une forte rançon pour quitter la Poméranie et Gdańsk, ce que Ladislas refuse. La conquête de la Poméranie s’achève en septembre 1309, lorsque les Teutoniques s’emparent de Świecie après un siège de deux mois. Le contrôle de la Poméranie permet aux Teutoniques de transférer leur capitale de Venise à la forteresse de Malbork.

### Élimination de l’opposition
Si Ladislas le Bref ne s’est pas engagé plus activement dans la défense de la Poméranie, c’est parce qu’il devait faire face à une importante opposition intérieure en Petite-Pologne, dirigée par l'évêque de Cracovie Jan Muskata et Albert, le bourgmestre allemand de Cracovie, qui préfèrent s'unir aux Allemands et au royaume de Bohême.
Ancien partisan de Venceslas II, Jan Muskata mène la vie dure à Ladislas. Il noue des contacts avec les deux grands ennemis de Ladislas : Bolko Ier d'Opole et Henri III de Głogów. En juin 1308, l'archévèque Jakub Świnka vient au secours de Ladislas en privant l’évêque de Cracovie de sa mitre et excommuniant à la suite d'un procès canonique. En janvier 1309, Ladislas fait arrêter Muskata et l’emprisonne pendant six mois avant de l’expulser de la région. Muskata fait appel au pape. En octobre 1310, le tribunal papal l'innocente et le légat annule l’excommunication.
En mai 1311, Ladislas affronte une tentative de coup d’État fomentée par la bourgeoisie allemande de Cracovie et de Sandomierz, et dirigée par Albert, le bourgmestre de Cracovie. Les mutins appellent Bolko Ier d’Opole à monter sur le trône. Les rebelles s’emparent de la ville mais pas du château royal du Wawel, défendu par les fidèles de Ladislas. On ne sait si Bolko intervient à titre personnel ou en tant que vassal du nouveau roi de Bohême Jean de Luxembourg. Ladislas écrase la mutinerie grâce à l’aide des Hongrois et Bolko doit fuir Cracovie en juin 1312. Ladislas sanctionne lourdement les meneurs et supprime de nombreux privilèges accordés à la ville.

### Conquête de la Grande-Pologne
La normalisation de la situation en Petite-Pologne permet à Ladislas de se tourner vers la Grande-Pologne. Après le décès d’Henri III de Głogów le 9 décembre 1309, son territoire est partagé entre ses cinq fils qui doivent affronter la noblesse opposée au démembrement du duché. Au début 1314, une révolte éclate, sans doute inspirée par Ladislas le Bref. Les insurgés se rendent vite maîtres de toute la Grande-Pologne, à l’exception de Poznań qui résiste. Ils appellent Ladislas à monter sur le trône. Ce n’est qu’en novembre 1314 que Ladislas obtient la reddition de Poznań. Il ne laisse aux enfants d’Henri III qu’un petit territoire situé sur l’Obra.
Ayant réalisé la conquête de la Grande-Pologne, Ladislas  peut mener une politique étrangère plus active. En 1315, il conclut avec les monarchies scandinaves (Danemark, Suède et Norvège), le Mecklembourg et la Poméranie, une alliance dirigée contre le Brandebourg. La guerre éclate un an plus tard, mais n’a pour conséquence que la dévastation des zones frontalières.

### Couronnement royal et reconstruction de l'État
À cette époque, Ladislas commence à manœuvrer pour obtenir que le pape autorise son couronnement en tant que roi de Pologne. Il est activement soutenu par l’Église polonaise, avec l’archevêque de Gniezno Borzysław qui a succédé à Jakub Świnka en 1314 et l’évêque de Cujavie Gerward en tête. En 1318, Ladislas le Bref envoie Gerward à Avignon. Il est sans doute l’auteur de la supplique de Sulejów qu’il remet au pape Jean XXII, dans laquelle une assemblée générale des dignitaires de Pologne réunie à Sulejów demande au pape une couronne royale pour Ladislas. Le pape donne son accord le 20 août 1319.
Le 20 janvier 1320, Ladislas Ier le Bref se fait couronner roi à Cracovie dans la cathédrale du Wawel par le nouvel archevêque de Gniezno Janisław. Ce couronnement marque la reconstruction d’un royaume solide. À l’exception de la Silésie, de la Mazovie et de la Poméranie, tous les territoires polonais sont réunis sous la couronne. Le glaive du sacre dit Szczerbiec (Ébréché) est utilisé pour la première fois à l’occasion de ce couronnement. 

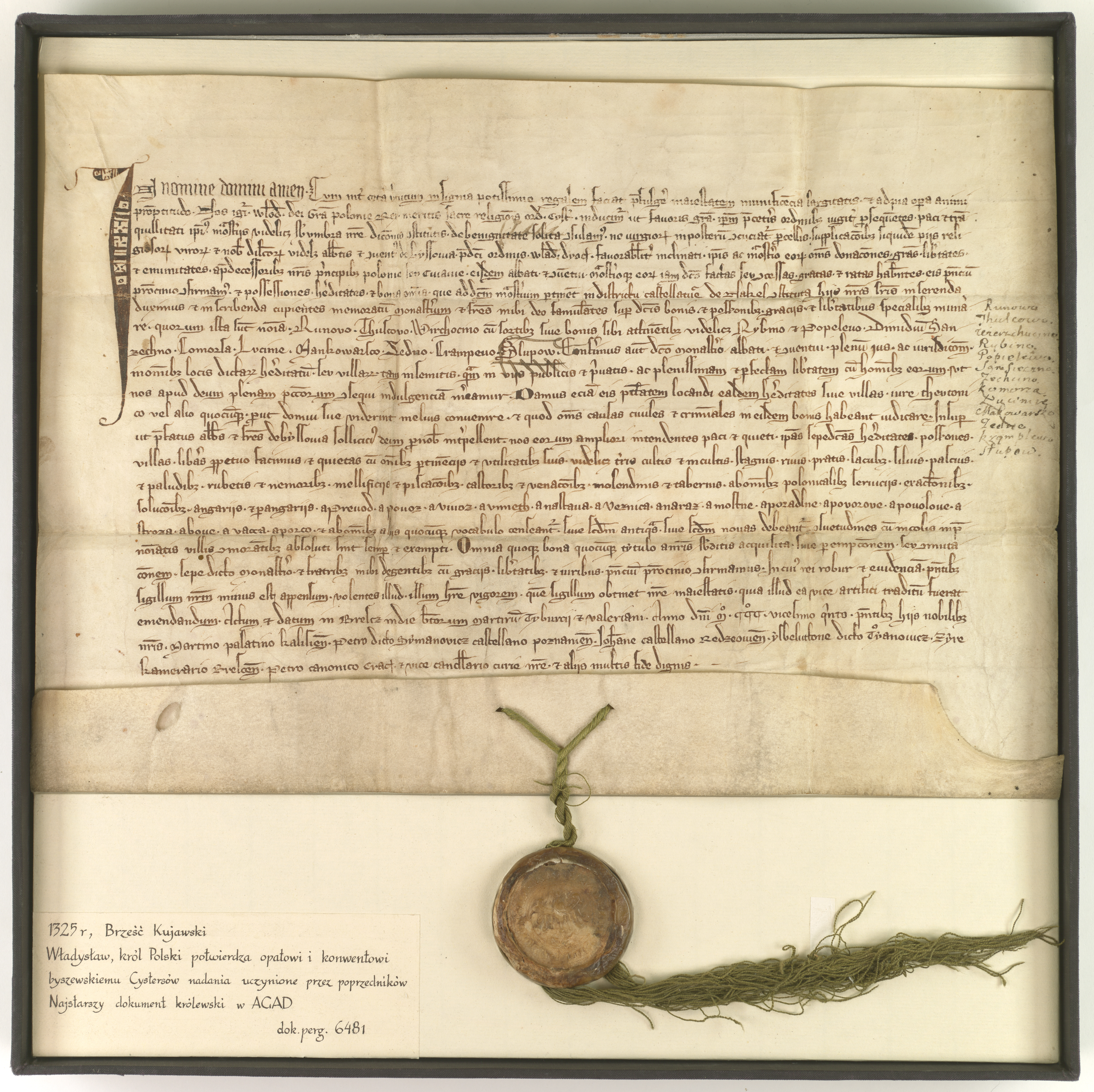
Proclamation royale de Ladislas Ier en 1325 confirmant les privilèges des cisterciens de Byszewo.

L’année 1320 est également cruciale pour Ladislas dans d’autres domaines. Le 14 avril 1320, à Inowrocław débute le premier procès organisé par le Saint-Siège, opposant la Pologne et les Chevaliers Teutoniques au sujet de la Poméranie. Le pape Jean XXII nomme Janisław comme juge. Le procès se termine le 9 février 1321 à Brześć Kujawski. Les Teutoniques sont condamnés à rendre la Poméranie à la Pologne et à payer un dédommagement. Ils ne se plient pas au verdict.
Toujours en 1320, Élisabeth, la fille de Ladislas, épouse le roi de Hongrie Charles Robert, renforçant ainsi l’alliance entre les deux nations.

### Intervention dans la Rus' de Halych
Trois ans après sa conclusion, l’alliance entre la Pologne et la Hongrie est mise à contribution. Dans la Rous' de Halych-Volodymyr, la dynastie issue de Roman de Halicz s’éteint à la suite de la mort des deux héritiers du trône qui affrontaient les Tatars. La Pologne et la Hongrie soutiennent avec succès un Piast de Mazovie, Boleslas, le fils de Trojden Ier de Czersk, qui s’empare du trône et prend le nom de Georges II (Jerzy II) pour diriger ce pays orthodoxe. C’est le début d’une influence grandissante de la Pologne dans la région qui permettra son annexion par le fils de Ladislas, Casimir III le Grand.

### Guerre contre le Brandebourg
En 1325, Ladislas conclut une alliance avec Ghédimin, le grand-duc de Lituanie en vertu de laquelle Casimir, le fils et successeur de Ladislas, épouse Aldona, la fille de Ghédimin. Le 10 février 1326, les armées polonaise et lituanienne lancent une offensive contre la Nouvelle-Marche et s’emparent de la place forte de Międzyrzecz. La même année, Ladislas s’empare de la région de Wieluń, qui appartenait à Boleslas l’Aîné, un allié de la Bohême.

### Échec de l’invasion de la Mazovie

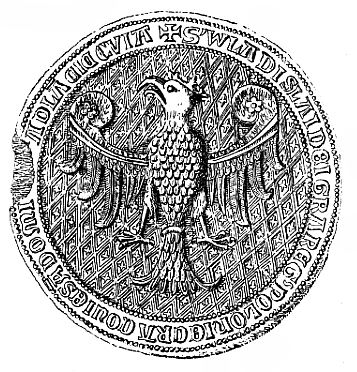
Sceau du roi Ladislas le Bref (revers).

L’année suivante, Ladislas met sur pied une nouvelle expédition militaire, cette fois contre la Mazovie. L’objectif est de soumettre Wacław, le duc de Płock. Malgré la prise et l’incendie de Płock, la campagne est un échec car les Teutoniques et ensuite Jean de Luxembourg, tous alliés de la Mazovie, entrent en guerre. Alors que les Teutoniques repoussent Ladislas au nord, Jean de Luxembourg assure sa domination sur une grande partie de la Silésie. Les ducs de Haute-Silésie lui rendent un hommage de vassalité à Opava, ce qui se traduit par la perte de la région pour la Pologne.
Toujours en 1327, Ladislas donne les duchés de Łęczyca et de Sieradz à Przemysł d'Inowrocław et à ses neveux Boleslas et Ladislas, en échange des régions stratégiques d’Inowrocław et de Dobrzyń nad Wisłą.

### Perte de la région de Dobrzyń
Au début de l’année 1329, les armées de Bohême et de l’Ordre Teutonique partent en croisade, attaquent et s’emparent des places fortes les plus importantes de Samogitie en Lituanie. Au même moment, le roi Ladislas le Bref envahit les terres contrôlées par l’ordre en Prusse. Les Chevaliers Teutoniques se replient sur la Pologne et s’emparent de la région de Dobrzyń que Jean de Luxembourg offre aux Teutoniques. Ensuite, Wacław de Płock est obligé de rendre un hommage de vassalité à Jean de Luxembourg. Le duché de Płock, qui jusque-là avait réussi à se maintenir en dehors de la souveraineté polonaise, devient un fief de la Bohême. Les Teutoniques, profitant du fait que la Cujavie n’est pas prête pour la guerre, traversent la Vistule pour piller et incendier les villes de Włocławek, Raciąż et Przedecz.
Ne pouvant se battre sur deux fronts, Ladislas le Bref propose un armistice au Brandebourg. Celui-ci, confronté à une guerre civile, accepte.

### Guerre contre les Teutoniques pour la possession de la Cujavie
En 1330, la guerre contre les Teutoniques reprend. Ceux-ci mènent des raids contre des villes de Cujavie et de Grande-Pologne, mettant à sac Radziejów, Bydgoszcz et Nakło. En représailles, Ladislas, soutenu par les Lituaniens, traverse la Vistule et attaque la région de Chełmno. Une trêve de sept mois est conclue le 18 octobre 1330. Malheureusement pour la Pologne, l’alliance avec la Lituanie se rompt à la suite d'une querelle entre Ladislas et Gediminas.
En juillet 1331, les armées bohémienne et teutonique lancent une attaque conjointe contre la Grande-Pologne et la Cujavie, les deux armées devant se rejoindre à Kalisz. La ville de Gniezno est dévastée mais la cathédrale est épargnée. En septembre, les Teutoniques, commandés par le grand maître Dietrich von Altenburg, arrivent aux portes de Kalisz. L’armée tchèque n’est pas là. Jean de Luxembourg s’est arrêté en Silésie pour régler la succession du duché de Głogów, a dû faire face à la résistance de Bolko II le Petit. Ne pouvant se permettre de laisser du temps à Ladislas, les Teutoniques décident d’envahir la Cujavie sans attendre l’arrivée des Tchèques.
La nuit du 23 au 24 septembre, le premier affrontement direct entre Polonais et Teutoniques se produit dans la région de Konin. Trois jours plus tard, le 27 septembre 1331 a lieu la bataille de Płowce. Les Polonais sont vainqueurs mais la bataille ne change rien à l'équilibre entre les deux belligérants. Cependant, cette bataille a un grand impact psychologique sur les Polonais. Elle montre que les Teutoniques ne sont pas invincibles. Cette victoire montre aussi les limites de la puissance de Ladislas Ier le Bref. Il peut repousser les offensives mais il est dans l’incapacité de reconquérir.
Peu de temps après, des négociations s’ouvrent avec les Teutoniques à Inowrocław mais elles n’aboutissent pas. En 1332, l’Ordre lance une nouvelle grande offensive militaire contre la Cujavie. Cette fois, les forces polonaises ne peuvent arrêter la marée teutonique. Le 20 avril 1332, après deux semaines de siège, les Teutoniques s’emparent de Brześć Kujawski, la capitale de la Cujavie. Les deux autres plus importantes places fortes de la région (Inowrocław et Gniewkowo) tombent aussi très vite dans leurs mains. Ladislas ne peut que constater la perte du duché qu’il avait hérité de son père. En août 1332, le roi de Bohême Jean de Luxembourg et le roi de Hongrie Charles Robert sont appelés à être arbitres dans le conflit entre Polonais et Teutoniques. Le légat du pape impose un armistice qui laisse aux Teutoniques leurs conquêtes récentes, la région de Dobrzyń et la Cujavie.

## Décès
En janvier 1333, profitant de la mort de Przemko II de Głogów, Ladislas envahit le petit duché de Kościan appartenant aux ducs de Głogów, vassaux de Jean de Luxembourg. C’est sa dernière conquête.
Ladislas décède le 2 mars 1333 au château du Wawel, à Cracovie. Il laisse un royaume plus petit que celui qu’il a reçu lors de son couronnement en 1320. Il est inhumé dans la cathédrale du Wawel.

## Descendance
De son mariage avec Jadwiga de Kalisz, une Piast fille de Boleslas de Pologne et de Yolande de Hongrie-Lascaris, il a eu trois fils : Ladislas, Stefan et Casimir (1310-1370). Les deux premiers étant morts très jeunes, c’est le cadet qui lui succède sur le trône de la Pologne sous le nom de Casimir III le Grand (roi en 1333-1370 ; Postérité féminine dont est issu l'empereur Sigismond de Luxembourg ci-dessous).
Ladislas IV (Ier) a également eu trois filles :
- Cunégonde (en), qui épouse Bernard de Świdnica (Postérité), ensuite Rodolphe Ier de Saxe,
- Élisabeth, qui épouse Charles Robert d'Anjou, le roi de Hongrie. Elle est la mère de Louis Ier de Hongrie (1326-1382), roi de Hongrie en 1342 et roi de Pologne en 1370, lui-même père de : 
  - Marie Ire, reine de Hongrie (à partir de 1382) ; prétendante avec son fiancé Sigismond de Luxembourg-Bohême (arrière-petit-fils de Casimir III de Pologne ci-dessus et d'Aldona de Lituanie, et de Venceslas II de Bohême) au trône de Pologne (1382-1383). Sans postérité. 
    - Du second mariage de Sigismond avec Barbe de Cilley viennent la plupart des rois de Bohême et de Hongrie jusqu'en 1918 (cf. notamment Elisabeth de Luxembourg, fille de Sigismond, et sa fille Elisabeth de Habsbourg), et aussi de Pologne jusqu'en 1668 (voir ci-dessous) ;

  - Hedwige Ire (° 1373-1374-† 1399), roi de Pologne en 1383, mariée en 1386 avec Ladislas II Jagellon († 1434), grand-duc de Lituanie, fils d'Olgierd de Lituanie et de Juliana de Tver (issue des Riourikides et de Béla de Hongrie). Sans postérité. 
    - Du quatrième mariage de Ladislas avec Sophie de Holszany viennent la plupart des rois de Pologne jusqu'en 1668, et aussi de Bohême et de Hongrie jusqu'en 1918 (par le mariage en 1454 d'Elisabeth de Habsbourg ci-dessus avec Casimir IV Jagellon, fils de Ladislas II Jagellon ; ces Jagellon-Habsbourg se sont fondus dans les Habsbourg-Bourgogne (branche léopoldine des Habsbourg) par le mariage d'Anne Jagellon avec le futur empereur Ferdinand en 1521 ; les Bourgogne descendaient des Anjou-Hongrie par Marguerite, et donc des anciens rois de Hongrie),
- et Edwige, morte avant d’avoir atteint l’âge adulte.

## Ascendance